# Algérie aux Jeux olympiques d'été de 1968
L'équipe olympique d'Algérie participe pour la deuxième fois aux Jeux olympiques d'été, en 1968 à Mexico. Elle n'y remporte aucune médaille.

## Sportifs engagés
- BOXE : - (02)
- Labiodh Rabah
- Mebarki Ali
- Gymnastique : - (01)
- Lazhari Mohamed

## Résultats
- La délégation sportive algérienne a engagé trois athlètes.
- Boxe :
- Du 12 au 21 octobre 1968 à Mexico : -
- L'Algérien Rabah Labiod est battu au premier tour dans la catégorie des poids Welters par le Zambien Julius Luipa aux points.
- l'autre boxeur algérien Ali Mebarki été battu par le marocain Mohamed Sourour aux points et éliminé au 1er tour.
- Gymnastique : -
- Du 22 au 23 octobre 1968 à Mexico : -
- Concours ; Individuel Général :
- L'Algérien Mohamed Lazhari s'est classé à la 91e place.